# Mr. Lucky
Mr. Lucky és una pel·lícula romàntica de 1943 dirigida per H.C. Potter, protagonitzada per Cary Grant i Laraine Day. Està doblada al català.

## Argument
Un jugador té plans per estafar diners d'un programa benèfic, però comença a pensar-se quan s'enamora d'una noia rica de la societat..

## Repartiment
- Cary Grant com Joe Adams / "Joe Bascopoulos"
- Laraine Day com Dorothy Bryant
- Charles Bickford com Hard Swede
- Gladys Cooper com Veronica Steadman
- Alan Carney com "Crunk"
- Henry Stephenson com Mr. Bryant
- Paul Stewart com Zepp
- Kay Johnson com Mrs. Mary Ostrander
- Walter Kingsford com Hargraves
- Erford Gage com malfactor
- Florence Bates com Mrs. Van Every
- Edward Fielding com Foster (sense acreditar)
- Emory Parnell com vigilant del moll (sense acreditar)
- Vladimir Sokoloff com sacerdot grec (sense acreditar)

## Recepció
La pel·lícula va ser un èxit, va guanyar 2.620.000 dòlars nacionals i 865.000 dòlars estrangers, i va obtenir un benefici de 1.603.000 dòlars.

## Adaptacions a altres mitjans
Mr. Lucky va ser adaptat com a obra de ràdio el 18 d'octubre de 1943, emissió de Lux Radio Theatre amb Cary Grant i Laraine Day repetint els seus papers cinematogràfics. També es va presentar el 20 de gener de 1950 a l'emissió de Screen Directors Playhouse amb Cary Grant tornant a repetir el seu paper cinematogràfic.
Una sèrie de televisió de 1959, Mr. Lucky, es basava suposadament en aquesta pel·lícula, però pràcticament no tenen res en comú a part del fet que el personatge principal és un jugador i és propietari d'un vaixell. El creador Blake Edwards va confirmar que va ser reelaborat a partir de "Dante's Inferno", un element recurrent de Four Star Playhouse que ell havia creat. En qualsevol cas, malgrat les altes qualificacions, només va durar una temporada. Va protagonitzar John Vivyan en el paper principal i Ross Martin com el seu company Andamo. El tema musical d'Henry Mancini es va convertir en una composició popular.